# Екехард II (Майсен)
Екехард II (на немски: Ekkehard II, * 985; † 24 януари 1046) e маркграф на Майсен през 1038 – 1046 г. Той е също граф в Гау Хутици и в Бургвард Тойхерн, от 1034 г. като Екехард (I), маркграф на Лужица (Марка Лаузиц), от благородническия род на Екехардините.

## Произход
Той е син на маркграф Екехард I (упр. 985 – 1002) и Сванхилда (Суанехилда), от рода на Билунгите. Той е племенник на Гунзелин от Кукенбург (упр. 1002 – 1009) и внук на Гунтер Мерзебургски (упр.981 – 982, също маркграф и на Мерзебург) и Добрава Чешка († 977) от род Пршемисловци.
Екехард II наследява на трона своя брат Херман I (упр. 1009 – 1038).

## Брак
Екехард се жени през 1026 г. за Ута от Баленщет (* 1000, † 1046), сестра на граф Езико от Баленщет от род Аскани. Бракът остава бездетен.
Наследен от Вилхелм IV.
Екехард и съпругата му Ута са между 12-те дарители на Наумбургска катедрала в Наумбург (Заале).